# Raoul Nordling
Raoul Nordling, född 11 november 1882 i Paris, död 1 oktober 1962 i Paris, var en svensk affärsman och konsul i Frankrike. 1908 blev Nordling invald som styrelsemedlem i Alfa-Laval och var styrelseordförande från 1932 till sin död 1962.

## Yngre dagar
Nordlings far, Gustaf Nordling, kom från Sverige till Frankrike vid slutet av 1870-talet och grundade företaget Gustav Nordlings Pappersmassa. Fadern gifte sig med en fransyska. Sonen Raoul studerade vid Lycée Janson-de-Sailly, och fick anställning i faderns företag. Han efterträdde denne och blev vid 24 års ålder utnämnd till svensk vicekonsul 1905. Han blev konsul 1917 och generalkonsul 1926, vid sin fars frånfälle.
Raoul var svensk medborgare men kände sig framför allt som en parisisk medborgare. Han pratade betydligt bättre franska än svenska, som han hade tvingats lära sig när han skulle göra sin svenska militärtjänst. Den unge Nordling tränade upp sin svenska hos familjen Glimstedt under sommarloven i Jörlanda norr om Göteborg, vilket skulle komma till nytta, när han åtog sig sina svenska diplomatiska uppdrag.
Under första världskriget, då den tyska marina överlägsenheten på Östersjön hindrade det diplomatiska utbytet mellan Frankrike och Ryssland, kom Nordling att organisera en svensk väg via Stockholm genom vilken kuriren kunde ta sig mellan Paris och Moskva.
Hela sitt verksamma liv spelade Nordling en viktig roll i att jämka och medla mellan svenska och franska intressen, och därefter i de ansträngningar att medla mellan tyska och franska motsättningar, för vilka han är mest ihågkommen..

## Bedrifter
Under andra världskriget kom Nordling att medverka till att franska Röda korset kunde befria över 4 000 fångar, genom att ha förhandlat med den tyska Paris-kommendanten, general Dietrich von Choltitz. Han hade även stor del i Paris befrielse från tyskarna 1944, vilket han tog upp i sina memoarer Mannen som räddade Paris. Under denna tid var han bosatt i Cepoy.
Senare visade Paris sin tacksamhet genom en medalj. Han blev också, tillsammans med Dwight D. Eisenhower och Winston Churchill, hedersmedborgare i Paris. Av Hederslegionen tilldelades han även den för en civil utlänning högsta militära utmärkelsen, Croix de guerre avec palme (Krigskorset med palm).
Han blev även utnämnd till hedersmedborgare i Sainte-Maxime, där han bodde mycket under de senare åren av sitt liv och en infartsväg är uppkallad efter honom. En gata i förorten till Paris Neuilly-sur-Seine och ett torg i Paris XIe arrondissement, nära kyrkan Sainte-Marguerite, är uppkallade efter honom. 
Nordling har gestaltats av Orson Welles i filmen Brinner Paris? (1966) och av André Dussollier i Volker Schlöndorffs film Mannen som räddade Paris (2014).

## Filmografi
- 1959 – Resa i toner